# Любомирський Григорій Львович
Григорій Львович Любомирський (13 лютого 1865, Васильків — 14 лютого 1937, Київ) — український музикознавець, педагог, композитор. Автор підручників з теорії музики. Творець симфонії, п'єс для фортепіано.

## Біографія
Народився 13 лютого 1865 року в місті Василькові Київської губернії. Навчався в Московській та Петербурзькій консерваторіях.
З моменту створення у 1904 році на пожертви приватної Музично драматичної школи М. В. Лисенка викладає в школі. 2 вересня 1918 року на основі школи утворюється Державний музично-драматичний інститут імені М. В. Лисенка, а Любомирський стає його професором. У 1934 році інститут було розділено на два заклади Інститут театрального мистецтва імені І. К. Карпенка-Карого та Консерваторію імені П. І. Чайковськогоо. Любомирський став професором консерваторії.
На початку 1900-х років Григорій Любомирський мешкав у квартирі № 22 в будинку на сучасній вулиці Архітектора Городецького, 10/1 у Києві. Згодом — на вул. Ярославів Вал, 24, пізніше — на вул. Великій Житомирській, 8-а.
Помер 14 лютого 1937 року. Похований в Києві на Байковому кладовищі (ділянка № 3 старої частини).

## Творчий доробок
Набули популярності його книги:
- 1906 — «Керівництво до практичного вивчення елементарної теорії музики, пристосоване до самонавчання та викладене в 32 уроках»[3].
- 1930 — Методична праця «Музичний слух, його виховання та удосконалення»[1].

Автор симфонії, «Східного танцю» та «Елегії» для симфонічного оркестру, низки фортепіанних п'єс.